# Vodeane, Novoukraiinka
Vodeane (în ucraineană Водяне) este un sat în comuna Komîșuvate din raionul Novoukraiinka, regiunea Kirovohrad, Ucraina.

## Demografie
Componența lingvistică a localității Vodeane
     Ucraineană (95,63%)
     Rusă (2,5%)
     Română (1,88%)
Conform recensământului din 2001, majoritatea populației localității Vodeane era vorbitoare de ucraineană (95,63%), existând în minoritate și vorbitori de rusă (2,5%) și română (1,88%).